# 米利環礁
米利環礁是太平洋由92個島嶼組成的環礁，屬於拉塔克礁鏈的一部分，是馬紹爾群島24個立法選區（legislative district）之一，位於阿爾諾環礁東南78公里，總土地面積14.9平方公里，是馬紹爾群島面積最大的島嶼，中央的潟湖面積760平方公里，1998年人口1,032。

## 外部連結
- WWII Sites on Mili Atoll（页面存档备份，存于）
- Entry at Oceandots.com （页面存档备份，存于）
- Surrender of Mili Atoll in WWII （页面存档备份，存于）
- Pacific Wrecks （页面存档备份，存于）